# Église de Cour de Tous-les-Saints (Munich)

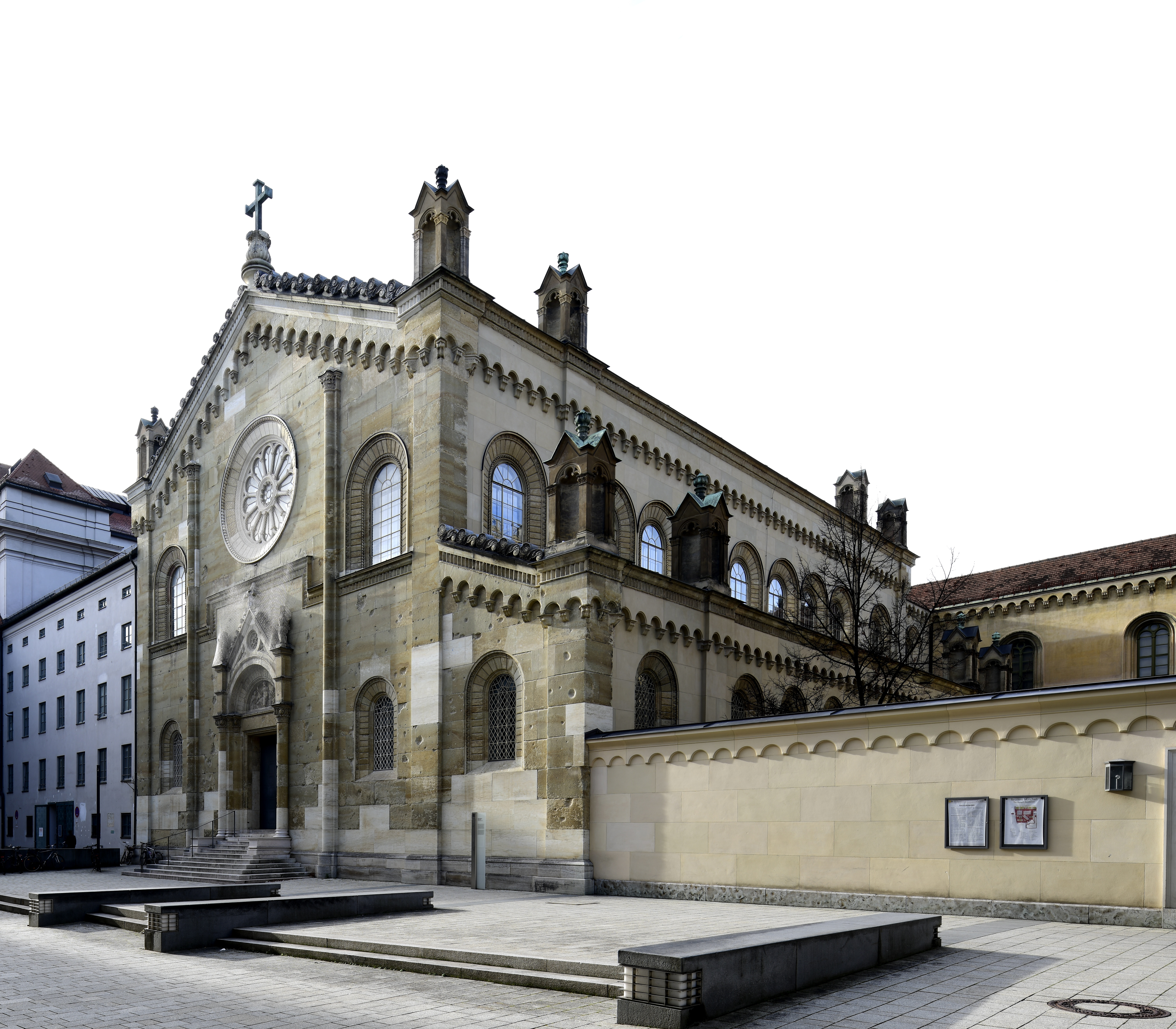
Côtés est et nord de l'église.

Pour les articles homonymes, voir Église de Tous-les-Saints.
L'église de Cour de Tous-les-Saints (allemand : Allerheiligen-Hofkirche) est une ancienne église catholique située dans la résidence royale de Munich, sur sa bordure orientale ; au nord se trouve le Kabinettsgarten. Après de graves dommages pendant la Seconde Guerre mondiale et une restauration qui a duré des décennies, elle est maintenant utilisée comme salle de concert et de conférences. Elle a été construite dans le style néo-roman voûté, ce qui en fait la première église néo-byzantine construite en Europe.

## Histoire

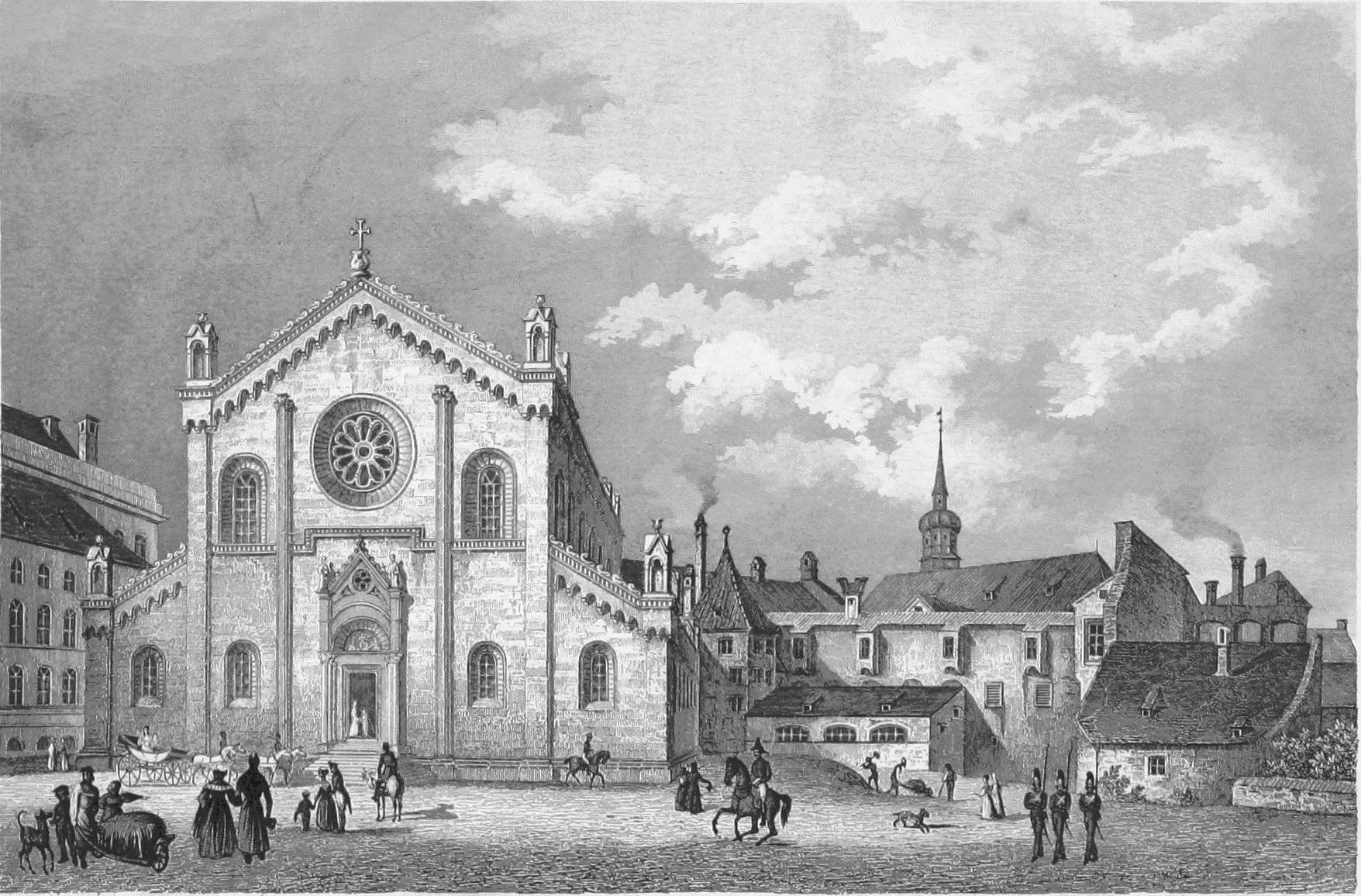
Église de Cour de Tous les Saints à Munich, 1838

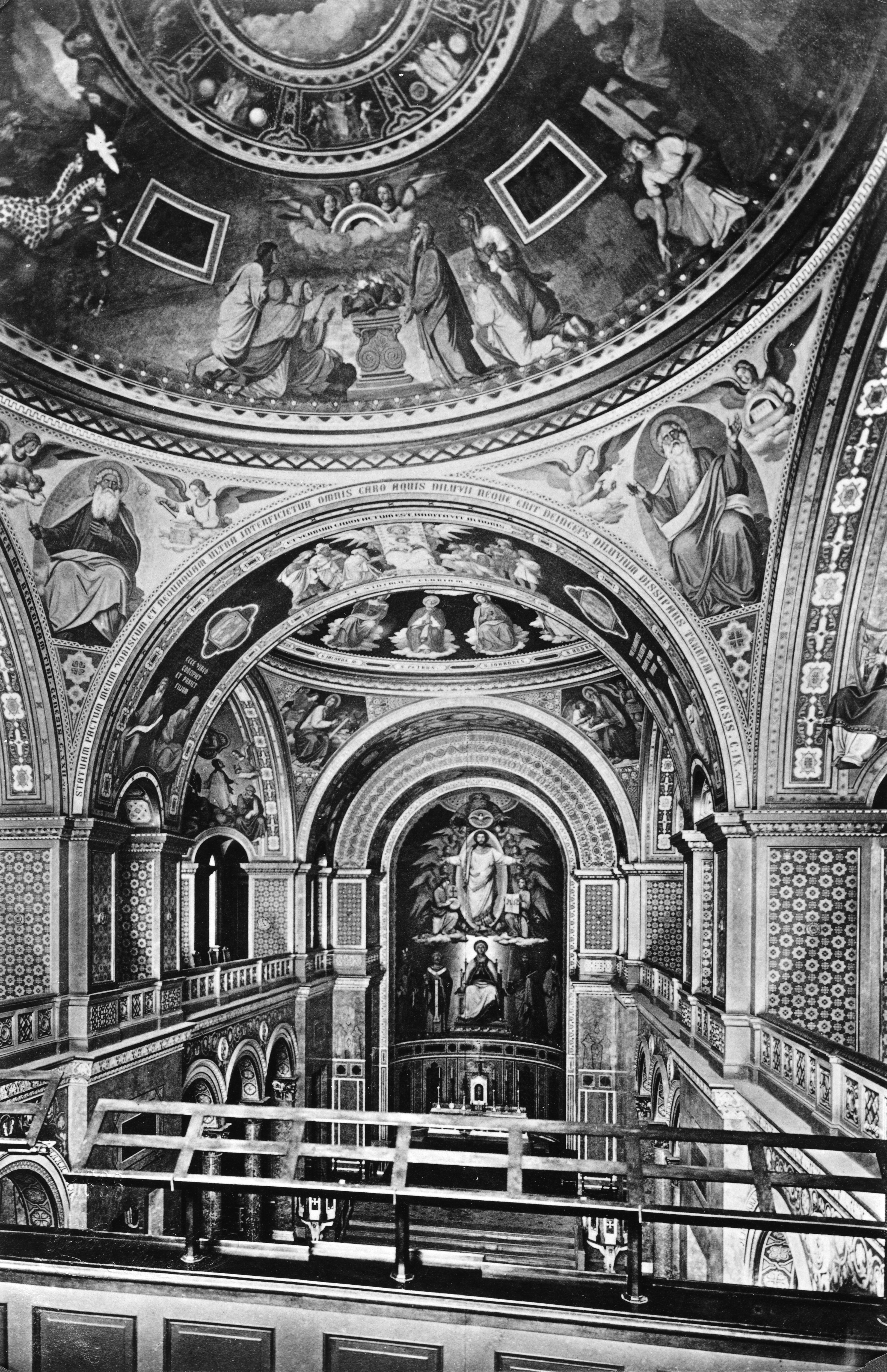
Intérieur, avant les destructions de la Seconde Guerre mondiale. Les fresques sont de Heinrich Maria von Hess, les décorations de Joseph Schwarzmann

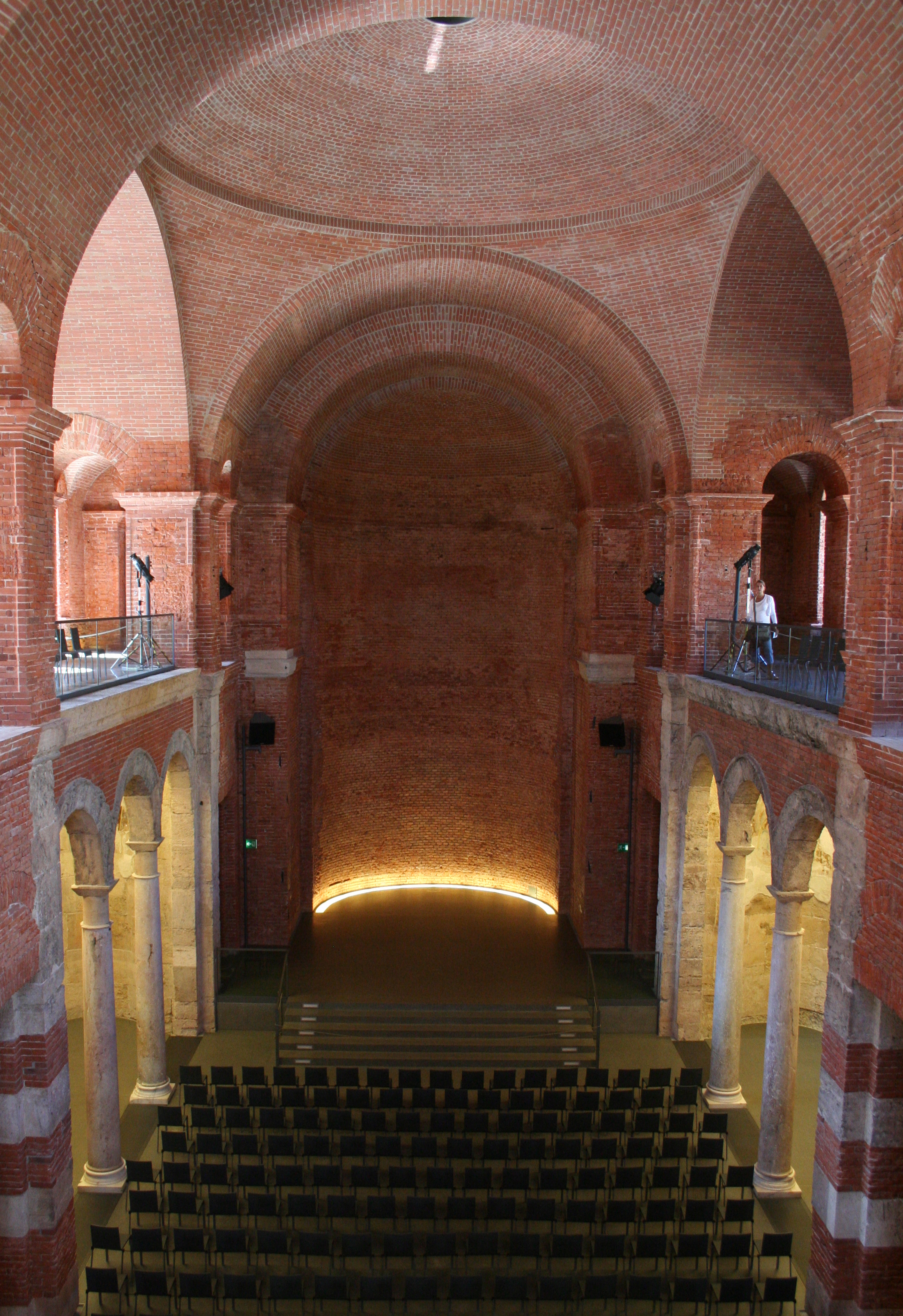
Vue intérieure d'aujourd'hui

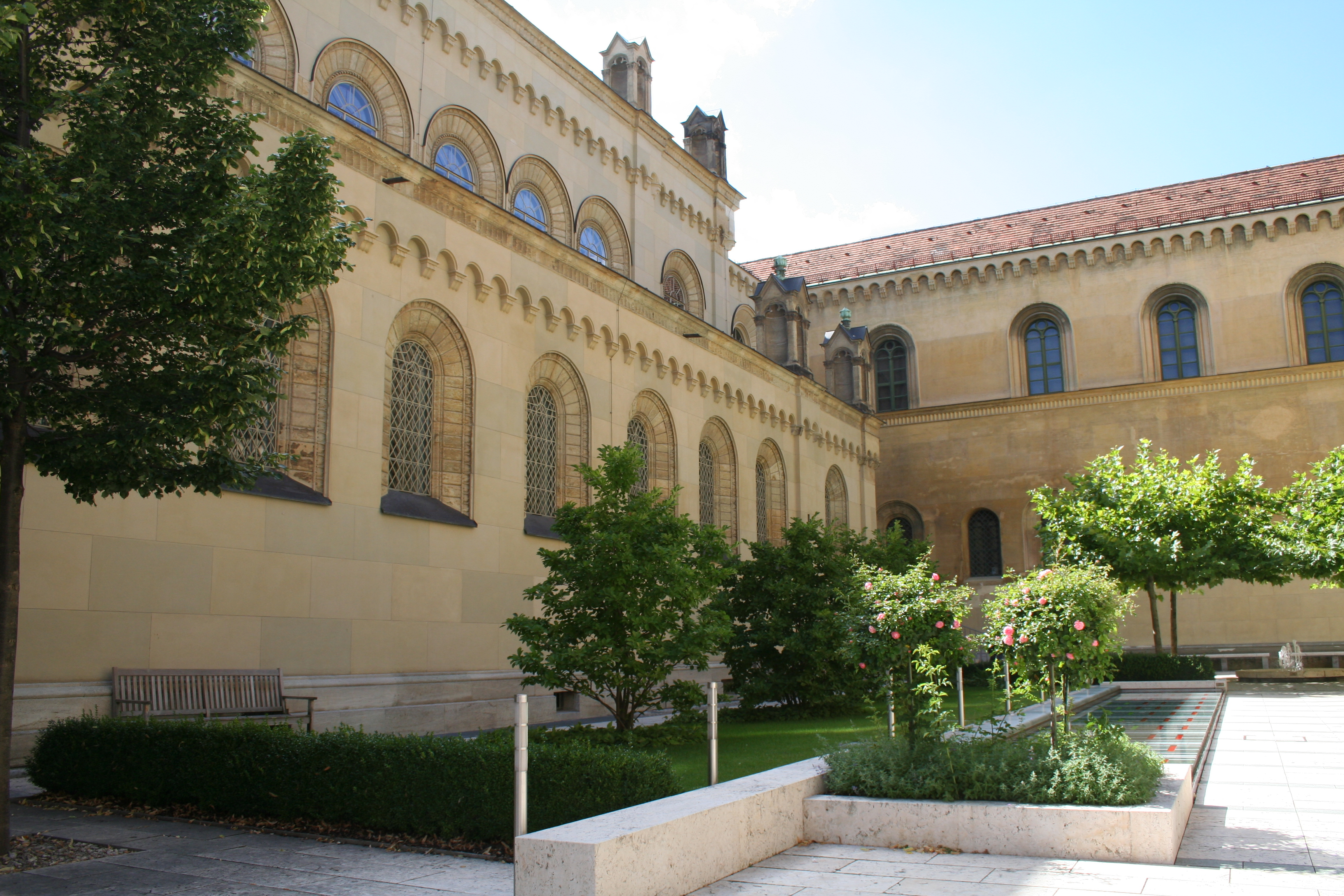
Côté nord avec le Kabinettsgarten

L'Allerheiligen-Hofkirche, construite de 1826 à 1837, a été la première église à être construite en Bavière depuis la sécularisation en 1803. Lors de sa visite à la chapelle palatine de Palerme en 1823, le prince héritier Louis Ier fut tellement impressionné par la décoration de l'intérieur qu'il souhaita une église similaire pour la Résidence de Munich. Sur la base de cette exigence, Klenze s'est inspiré de la basilique Saint-Marc de Venise pour son dessin.
L'église était accessible directement depuis la résidence du roi et de sa famille. Cependant, elle était également ouverte à la population munichoise qui utilisait l'entrée est.
L'église a été gravement endommagée pendant la Seconde Guerre mondiale. Cependant, contrairement à la Résidence détruite de la même manière, elle n'a pas été restaurée, de sorte que son état s'est finalement détérioré à un point tel que le ministère bavarois des Finances a ordonné sa démolition en 1964 malgré les protestations. Le bas-côté sud de la basilique a en fait été supprimé au profit d'une dépendance du théâtre Residenz attenant, qui à ce jour a sérieusement affecté la symétrie du bâtiment. À l'intérieur de l'église, cependant, cette perte n'est pas perceptible, car les ailes de l'église ne contenaient que des pièces latérales à la nef.
D'autres protestations ont finalement empêché la démolition de toute l'église, de sorte qu'en 1972, Hans Döllgast a été chargé de préserver le bâtiment. Il a équipé la ruine d'un toit en bois afin de la préserver en tant que mémorial de la destruction de la guerre - conformément à ses autres plans de reconstruction à Munich. Après la mort de Döllgast, cependant, les dômes ont été restaurés à la fin des années 1980 et la rénovation de la façade a commencé. En 2000, les architectes Guggenbichler et Netzer ont été chargés de convertir l'intérieur à sa forme actuelle, et cela a duré jusqu'en 2003. La préoccupation centrale des architectes était d'entreprendre les aménagements nécessaires - sanitaires, vestiaires, chauffage, systèmes de protection contre l'incendie - avec beaucoup de réticence et de marquer comme neuves les modifications apportées à la structure d'origine - par le choix des matériaux ou la nature des surfaces. Le résultat, qui montre clairement l'état des ruines de guerre, a reçu le prix de la ville de Munich pour l'entretien du paysage urbain en 2006.

## Architecture
Le bâtiment de l'église aux formes néo-romanes est l'œuvre de Leo von Klenze. Elle a un plan basilical à trois nefs et un toit à deux versants. La façade d'entrée est ornée d'une rosace, le pignon possède des ornements en feuilles d'acanthe. Les corniches de la nef centrale et les bas-côtés comportent chacun deux tourelles à l'avant et à l'arrière.
Contrairement à ce que suggère la vue extérieure, l'intérieur du bâtiment est voûté de dômes - basé sur l'architecture byzantine. Les colonnes sur les côtés portent des galeries. En renonçant aux mesures de conservation après la destruction de la Seconde Guerre mondiale, la peinture colorée originale des voûtes de style nazaréen, ainsi que le revêtement en marbre des murs et du sol en marbre, ont été perdus, à l'exception de petits vestiges. Les peintures provenaient de Heinrich Maria von Hess et de son élève Joseph Schwarzmann, qui, en tant qu'ornementateur, créa le premier de ses célèbres décors ultérieurs. Aujourd'hui les murs et les voûtes ne sont pas enduits, les surfaces en briques ne sont pas traitées. Pour des raisons de solidité, les piliers ont été construits avec des couches de tuf, qui est maintenant visible sous la forme d'un motif rayé. Les endroits où les dommages causés par les briques insérées ont dû être compensés sont clairement reconnaissables comme nouveaux par les surfaces plus lisses. Cela s'applique également aux autres nouveaux luminaires en acier, en verre et en béton.

## Usages
L'Allerheiligen-Hofkirche est principalement conçu comme un lieu d'événement pour des concerts classiques, des cérémonies de remise de prix, des conférences et célébrations. Elle peut accueillir 399 personnes. Occasionnellement, des cérémonies funéraires ont également lieu dans l'ancienne église de la cour des rois de Bavière. L'Administration des palais bavarois souligne expressément qu'il faut tenir compte de son utilisation antérieure en tant qu'église. 

## Littérature
- Gottlieb Heinrich von Schröter : Les fresques de la chapelle de Tous-les-Saints à Munich, établissement littéraire-artistique, 1836 (version numérisée).
- Nicolette Baumeister : Architecture du nouveau Munich. Culture du bâtiment à Munich 1994–2004. Verlagshaus Braun, Munich 2004  (ISBN 3-935455-50-X), p. 21.
- Gavriel D. Rosenfeld : Architecture et mémoire. Munich et le national-socialisme - Stratégies pour l'oubli. Dölling et Gallitz, Munich 2004  (ISBN 3-935549-81-4).

## Liens web
- L'église Allerheiligen-Hofkirche. Administration des palais bavarois
- Lieu de l'événement Allerheiligen-Hofkirche : informations, réservations. Administration des palais bavarois
- Reconstruction de l'église de Cour de Tous-les-Saints. Guggenbichler + Netzer Architectes